# This American Life
This American Life är ett amerikanskt radioprogram som produceras av den Chicagobaserade kanalen WBEZ och sänds en gång i veckan runtom i USA och internationellt. Avsnitten blir också tillgängliga i poddradioformat. Grundare och producent är Ira Glass, som också varit programledare sedan starten 1995. Innehållet utgörs i första hand av journalistik i form av reportage och intervjuer på ett tema per avsnitt, men till vanliga inslag hör även essäer, noveller och radioteater med mera. This American Lifes producenter och reportrar har under 2010-talet knoppat av poddarna Serial (2014) och S-Town (2017).